# Ajavaska
Ajavaska (na španskom: ayahuasca ili ayawaska) je enteogeni napitak koji se spravlja od vrste lijane , koja raste u amazonskoj džungli, i lišća . odnosno čakrune ili drugih biljaka sličnog sastava. Kada se kombinuje sa lišćem čakrune, koje sadrži halucinogeni sastojak DMT (dimetiltriptamin), dobija se napitak koji šamani koriste tokom svojih obreda. To je sveti lek starosedelaca Amazona, i upotrebljava se za razne svrhe. Služi za uspostavljanje zaštite,  pa do emotivnog i fizičkog lečenja.
Ajavaska, reč kečuanskog jezika, se odnosi na lijanu{Banisteriopsis caapi} od koje se pravi ali i na piće koje je njen proizvod . Na kečua jeziku aja znači duh, duša ili leš dok vaska znači konopac, lijana.Tako da se ajavaska može prevesti kao lijana duše, duhovna lijana ili lijana smrti.

## Istorija
Geografsko poreklo ajavaske se prostire od izvora pa do ušca reke Amazon i reka koje su mu se pripajanja. Države na čijoj teritoriji je ajavaska nastala su Kolumbija, Peru i Ekvador odakle se kasnije proširila i na Venecuelu, Gvineju, Surinam i Severni deo Brazila. Mnogi antropolozi procenjuju da je ajavaska piće iz amazonskih šuma koje je staro oko 5000 godina. Na primer antropolozi Ana Maria Lamazeres i Karlos Marinez Sarasola su u knjizi Principales plantas sagradas de Sudamérica napisali da je ajavaska toliko duboko ukorenjana u filozofiju i mitologiju da je ona postala neodvojih deo života plemena koji je koriste. Pored njih takođe i antropolog Džeremi Narbi u knjzi The cosmic serpent: DNA and the origins of knowledge tvrdi da je to piće staro najmanje 5000 godina.
Da bi shvatili ovu starost treba uzeti u obzir da je ona stara koliko i egipatska civilizacija , oko pet vekova starija od Sumerijanskog kralja Gilgameša i oko 3000 godina starija od hrišćanstva.
Prvi dokazi o konzumiranju i kontaktu domorodačkih plemena sa ajavaskom i njenom glavnom psihoaktivnom supstancom DMT predstavljaju instrumenti za pušenje i ušmrkavanje DMT o kojima su Torres C. u knjizi Archaeological evidence for the antiquity of psychoactive plant use in the central Andes i takođe Wassén S. H u knjizi Anthropological survey of the use of South American snuffs opisali u svojim knjigama.
Jedan od najraniji predmeta koji se koristio kao dokaz za to predstavlja poslužavnik koji je napravljen od kosti kita i tube za ušmrkanje supstance od kosti ptice koji datira oko 1200. godina p.n.e. nešto kasnije sličniji predmeti su se koristili u ceremonijama Čavin kulture koja je nastanjivala prostor Južne Amerike od 900. godine p.n.e. pa do 200. godine p.n.e. Mnogi predmeti slične namene te kulture su izgraviranji licima koje treba da predstavljaju spoj ljudi i mačaka ili ljudi i ptica što se može povezati i kasnijom upotrebom psihodeličnih kaktusa pored upotrebe ajavaske.
Pored toga na ostrvu Kariakou u blizini Granade su pronađeni posude sa istom namenom za koje je utvrđeno da su nastale od minerala koji ne potiču sa tog ostrva. Uz to potrebno je podsetiti se da su to i slična ostrva bila kolonizovana od strane plemena iz Južne Amerike što znači da su oni svoji kulturu i tradiciju širili i van svojih prvobitnih geografskih domena.
Najskoriji artifakti su nastali u vreme Tijavanako civilizacije koju smatraju jednu od glavnih predstavnika Inka carstva Pored toga što su predmeti iz ove civilizacije pravljeni sa raznim gravurama na njima takođe su pronađeni i ostaci 5-MeO-DMT i bufotenina pored toga u kosi u kostima ljudi ove civilizacije koje su pronađene, nalaze se te i slične psihoaktivne supstance što može predstavljati razvijenosti u njihovoj spiritualnosti i psihotautici.
Prvi kontakt sa Evropom ajavaska je imala u 16. veku u doba osvajanja Španaca i Portugalaca. Tek značajno kanije u 20. veku Ričard Š. i Klaudio N. su imali neposredan kontakt sa ajavaskom koju su preneli u Evropu i ispitali, a kasnije napisali jedne o prvih članaka o njoj. Pored njih i Denis Mekkena, brat Terensa Mekkene, je svoj doktorski rad napisao upravo o ajavaski. Nešto skorije ajavaska je popularizovana od strane Vejd Dejvisa, kanadskog antropologa i entnobotaničara, ali i pisaca Martina Gudmana i Džej Grifinsa

## Priprema
Ajavaska napitak koji se najčešće pravi od vrste lijane , koja raste u amazonskoj džungli, i lišća . Mada recepti za pravljenje variraju od regije do regije kao i od šamana do šamana i plemena kojima oni pripadaju i mogu sadržati i neke sporedne biljke. Glavni sastojak je N,N-Dimetiltriptamin (DMT) koji je prirodno psihodelično jedinjenje iz triptaminske familije. DMT je nađen ne samo u više biljaka, što je razlog zašto recept varira, nego i u tragovima kod ljudi i drugih sisara, gde je originalno izveden iz esencijalne aminokiseline triptofana. Njega proizvodi enzim INMT tokom normalnog metabolizma. Njegova prirodna funkcija još uvek nije poznata. Strukturno, DMT je analogan sa neurotransmiterom serotoninom (5-HT), hormonom melatoninom, i drugim psihodeličnim triptaminima, kao što su 5-MeO-DMT, bufotenin, i psilocin (aktivni metabolit psilocibina). Pored DMT-a ajavaska neophodno mora da ima i MAOI, enzimski inhibitor koji omogućava oralnu aktivnost DMT-a. Način na koji su plemena iz Amazonskih šuma došla do ovog pića i dalje nije poznat, uz to treba dodati da se u Amazonskim prašumama nalazi preko 40000 razlićitih biljaka od kojih samo neke sadrže ova jedinjenja.
Neke od najčesće korišćenih biljaka sa DMT-om su:
- Psychotria viridis (Čakruna) – lišće
- Diplopterys cabrerana (Čaliponga, Čagropanga, Banisteriopsis rusbyana) – lišće
- Psychotria carthagenensis – lišće

### Mačiguenga kamarapi[4]
Mačinguenga pleme Aravakan Indijanaca, srodnih plemenu Nomatsiguenga, i nastanjeni u džunglama peruanskih provincija Kusco i Madre de Dios su imali sledeći recept: 5 metara lijane Banisteriopsis caapi koja se izgnječi drvenom palicom, koja se nakon toga stavlja u veliku činiju sa 170 listova Psychotria viridis i kuva se sledeća dva sata, nakon čega je spremna za upotrebu.Ova količina je prema njima dovoljna za 10 ljudi

### Sibundoi biaksi[4]
Prema rečima jednog domoroca ceremonija pravljenja ajavaske kreće već rano ujutru kada se u četiri litra vode dodaje izmrvljena kora lijane i određena količina Diplopterys cabrerana , u podne nakon kuvanje smesa koja se do tada kuvala se baca i zamenjuje novom u istim količinama.Nakon ponovnog višečasovnog kuvanje koje može da varira od 3 do 4 sata smesa se ponovo baca ali ovaj put u posudu za kuvanje se dodaje 12 pari listova kagrupange.Kuvanje se nastavlja sledeća dva sata pa se nakon toga piće hladi i tek onda je spremno za konzumiranje

### Šuar ili Hivaro[4]
Šamani plemena koje živi na prostoru današnjeg Ekvadora i Perua imaju poseban recept. Lijanu Banisteriopsis caapi dužine od 1 do 2 metra podele na manje trake koje postave u činju sa nekoliko litara vode, nakon toga dodaju listove Diplopterys cabrerana iz roda Herrania, Ilex guayusa, Heliconia stricta, i za sad nezabeleženu vrstu Malphighiacea. Ono po čemu se šuar pleme razlikuje je to da se ajavaska kuva dok većina vode ispari i postane sirupasta.Slične recepte imaju i Inga, Kamsa i Sekoja pleme

## Upotreba i efekti
Tradicionalno za ceremoniju uzimanje ajavaske zadužen je plemenski šaman koji ajavasku i priprema.To su osobe koje su svoj život posvetile upravo ajavaski i oni u plemenima imaju poseban status. On je tu i da bi odredio dozu svakom učesniku te ceremoniju.Taj obred se održava noću kišnim šumama Amazona.Šamani takođe imaju i ulogu spiritualnih vođa cele ceremonije, zbog toga oni se nazivaju i ajavaskerosi. Razlog zbog kojeg ljudi uzimaju ajavasku su razni, ali najzastupljeniji su telesno i duhovno pročišćenje do kojih i ajavaska dovodi. Spiritualno otkrovenje je definitivno najveći razlog za konzumiranje ajavaske. Osobe pod dejstvom ajavaske tvrde da su spoznali njihovu ulogu na zemlji, pravu prirodu svemira, kao i uvid u to kakve osobe trebaju da postanu.Mnogi ovakve trenutno smatraju kao ponovno rođenje. Pored toga nije retka pojava da neko tokom ovakvog iskustva tvrdi da su stupili u više duhovno stanje gde dolaze u kontakt sa bićima van ove dimenzije koja ima pomažu da se izleče, takođe stupaju u kontakt i sa vanzemaljskom inteligencijom ali i dušama mrtvih.
Pisa Don Hose Kampos tvrdi da su ljudi nakon uzimanja ajavaske značajno promeni svoje životeNakom konzumiranja javlja se mučnina praćena povraćanjem koja je prema šamanima jako značajna jer predstavlja potpuno očišćenje tela i duha ona je propraćena i drhtavicom, umorom, hipertermijom, grčevima, njihove dugotrajne posledice još nisu otkrivene. Pored toga ipak zabeleženi slučajevi smrti tokom ceremonija koji su se najčešće javili zbog već postojećih zdravstvenih problema kao što su problemi sa srcem ali takođe i zbog korišćenja i drugih supstanci kao što su kafein, nikotin, antidepresivi, rekreacione droge.
Značajna i utvrđena posledica korišćenja ajavaske je stvaranje novih moždanih ćelijačije je istraživanje sprovela Barklej fondacija